# Ben Woollaston
Ben Woollaston (Leicester, 14 de mayo de 1987) es un jugador de snooker inglés.

## Biografía
Nació en la ciudad inglesa de Leicester en 1987. Es jugador profesional de snooker desde 2012. No se ha proclamado campeón de ningún torneo de ranking, aunque sí fue subcampeón del Abierto de Gales de 2015, en cuya final cayó derrotado (3-9) ante John Higgins. Sí ha logrado tejer una tacada máxima, que llegó en el Abierto de Lisboa de 2014, quinta cita del European Tour 2014-15. Está casado con Tatiana Torchilo, árbitra de snooker bielorrusa.